# Corinne Camacho
Corinne Camacho (geboren als Gloria Angelina Katharina Alletto; * 2. März 1942 in Holbrook, New York; † 15. September 2010 in Beaverton, Oregon) war eine US-amerikanische Schauspielerin.

## Leben
Im Alter von fünf Jahren zog Alletto mit ihren Eltern nach Los Angeles. Als sie älter war, begann sie zu modellieren und schrieb bereits an der Highschool kleine Musikstücke und studierte dann Klavier an der Hochschule für Musik und Kunst.
1965 begann sie mit der Schauspielerei und hatte einen ersten kleineren Auftritt in einer der längsten amerikanischen Seifenopern, Zeit der Sehnsucht. Daran schlossen sich weitere Auftritte in Fernsehserien an wie beispielsweise Verliebt in eine Hexe, Bezaubernde Jeannie, FBI, The Sixth Sense, Meiner Frau bleibt nichts verborgen, M*A*S*H sowie Cannon. Auch in den Fernsehserien Die Sieben-Millionen-Dollar-Frau sowie Der Sechs-Millionen-Dollar-Mann trat Camacho auf. Eine durchgehende Rolle als Dr. Jeanne Bartlett hatte Camacho von 1969 bis 1972 in der Fernsehserie Medical Center. Von 1974 bis 1979 spielte die Schauspielerin verschiedene Rollen in der damals populären Fernsehserie Detektiv Rockford – Anruf genügt; 1980 hatte Camacho einen Auftritt in der Fernsehserie Drei Engel für Charlie. 1981 spielte sie in einer Folge der beliebten Fernsehserie Die Waltons mit. Auch in den Fernsehserien Magnum und Lou Grant trat sie auf. 1977 war sie in einer Folge der Fernsehserie Unsere kleine Farm als Eloise Taylor besetzt, 1982 ersetzte sie dann Bonnie Bartlett einmalig in der Rolle der Grace Snider.
Weitere Rollen in diversen Fernsehserien folgten, wie beispielsweise in Trapper John, M.D., Flamingo Road, Airwolf, T.J. Hooker, Cagney & Lacey sowie Hunter. 1997 hatte Camacho ihren letzten Auftritt in Lewis & Clark & George.
Im Jahr 1996 zog Camacho nach New Mexico, um sich dort neuen Aufgaben zu widmen, so entstand dort ein dann von ihr betriebenes Hospiz. 2001 zog die Schauspielerin nach Oregon, wo sie als Life-Coach agierte und sich der künstlerischen Arbeit mit Kindern widmete. 2006 veröffentlichte sie ein Album mit dem Titel Love Notes & Lullabies.
Camacho war nach ihrer Ehe mit Andrew Utay („Drew Michaels“) mit Richard Camacho verheiratet. Am 15. September 2010 verstarb die Schauspielerin an einem Krebsleiden. Sie hinterließ einen Sohn, eine Tochter und zwei Enkelkinder.

## Filmografie (Auswahl)
- 1965: Zeit der Sehnsucht (Days of Our Lives; Fernsehserie)
- 1967: Verrückter wilder Westen (The Wild Wild West; Fernsehserie, Folge The Night of the Tottering Tontine)
- 1967: Verliebt in eine Hexe (Bewitched; Fernsehserie, Folge Nobody But a Frog Knows How to Live)
- 1967: Bezaubernde Jeannie (I Dream of Jeannie; Fernsehserie, Folge Who Are You Calling a Genie?)
- 1969: Der Dritte im Hinterhalt (Marlowe)
- 1969–1972: Mannix (Fernsehserie, 3 Folgen)
- 1969–1972: Medical Center (Fernsehserie, 16 Folgen)
- 1970: Love, American Style
- 1970: FBI (Fernsehserie, Folge Incident in the Desert)
- 1972: The Sixth Sense (Fernsehserie, Folge The House That Cried Murder)
- 1972–1975: Cannon (Fernsehserie, 3 Folgen)
- 1973: Meiner Frau bleibt nichts verborgen (The Girl with Something Extra; Fernsehserie, Folge All the Nudes That’s Fit to Print)
- 1973: M*A*S*H (Fernsehserie, Folge L.I.P. (Local Indigenous Personnel))
- 1973: Barnaby Jones (Fernsehserie, 1 Folge)
- 1974: Planet Earth (Fernsehfilm)
- 1974–1979: Detektiv Rockford – Anruf genügt (The Rockford Files; Fernsehserie, 4 Folgen)
- 1975: Die knallharten Fünf (S.W.A.T.; Fernsehserie, Folgen Death Score + Murder by Fire)
- 1976: City of Angels (Fernsehserie, Folge The Parting Shot)
- 1976: Die Sieben-Millionen-Dollar-Frau (The Bionic Woman; Folge Kill Oscar)
- 1976: Der Sechs-Millionen-Dollar-Mann (The Six Million Dollar Man; Fernsehserie, Folge Kill Oscar: Part 2)
- 1977, 1982: Unsere kleine Farm (Little House on the Prairie; Folgen My Ellen + A Promise to Keep)
- 1978: Wonder Woman (Fernsehserie, Folge Flight to Oblivion)
- 1980: Drei Engel für Charlie (Charlie’s Angels; Fernsehserie, Folge Nips and Tucks)
- 1981: Die Waltons (The Waltons; Fernsehserie, Folge The Heartache)
- 1981: Magnum (Magnum, P.I.; Fernsehserie, Folge The Sixth Position)
- 1982: Lou Grant (Fernsehserie, Folge Cameras)
- 1982: Trapper John, M.D. (Fernsehserie, Folge Love and Marriage)
- 1982: Flamingo Road (Fernsehserie, Folge An Eye for an Eye)
- 1985: Airwolf (Fernsehserie, Folge And a Child Shall Lead)
- 1986: T.J. Hooker (Fernsehserie, Folge Murder by Law)
- 1987: Cagney & Lacey (Fernsehserie, Folge Easy Does It)
- 1987: Hunter (Fernsehserie, Folge A Child Is Born)
- 1997: Lewis & Clark & George (Fernsehserie, Folge 1st N.Y. Tourist)